# Tony Siragusa
Anthony Siragusa (* 14. Mai 1967 in Kenilworth, New Jersey; † 22. Juni 2022), Spitzname: „Goose“, war ein US-amerikanischer American-Football-Spieler. Er spielte Defensive Tackle/Nose Tackle in der National Football League 
(NFL).

## Footballspieler
Siragusa, Nickname: The Goose, studierte an der University of Pittsburgh und spielte dort in der Defense der Pittsburgh Panthers. In der NFL Draft 1990 wurde Siragusa von den Indianapolis Colts verpflichtet.
1995 konnte Siragusa mit seiner Mannschaft unter dem Coach Ted Marchibroda und Quarterback Jim Harbaugh in das AFC Championship Game gegen die Pittsburgh Steelers einziehen. Das Spiel ging allerdings mit 20:16 knapp verloren. Auch 1996 scheiterten die Colts in den Play-offs. 1997 wechselte Siragusa zu den Baltimore Ravens. Mit dieser Mannschaft, die von Brian Billick trainiert wurde, konnte er in der Saison 2000 in den Super Bowl XXXV einziehen. Das Spiel konnte gegen die New York Giants unter ihrem Trainer Jim Fasel mit 34:7 gewonnen werden. 2001, nachdem den Ravens nochmals der Einzug in die Play-offs gelungen war, beendete Siragusa seine Laufbahn. Er konnte in 12 Spielzeiten 562 Tackles erzielen und 9 Fumbles sichern.

## Nach der Laufbahn
Siragusa arbeitete als Fernsehmoderator und übertrug die Spiele der NFL. Ferner war er Inhaber einer Fleischfabrik und trat zweimal als Schauspieler in Erscheinung. 2002 spielte er in dem Film 25 Stunden und 2004 in mehreren Folgen der Fernsehserie Die Sopranos mit. Siragusa starb am 22. Juni 2022 im Alter von 55 Jahren.